# NBA 2K12
《NBA 2K12》是一款由Visual Concepts公司制作、2K Sports发行的篮球类电子游戏。本游戏于2011年10月4日首先发行。游戏在索尼PlayStation 2、PlayStation 3、Windows和Xbox 360等发行。本游戏是NBA 2K系列的第13作。
《NBA 2K13》是一款篮球模拟游戏，根据美国NBA篮球而制作。
游戏收到普遍赞誉的评价。《GameSpot》给予本游戏8.5/10的分数。